# Crocidura brunnea
Crocidura brunnea és una espècie de mamífer de la família de les musaranyes (Soricidae).

## Subespècies
- Crocidura brunnea brunnea (Jentink, 1888)
- Crocidura brunnea pudjonica (Sody, 1936)[2]

## Distribució geogràfica
Es troba a les illes de Java i Bali (Indonèsia).